# スーパーカートリオ
スーパーカートリオとは、1985年シーズンに日本プロ野球（NPB）の横浜大洋ホエールズでトリオを組んだ高木豊、加藤博一、屋鋪要の俊足打者3人を指す。

## 概要
1985年シーズンに横浜大洋ホエールズ監督の近藤貞雄がチームの俊足打者3人を1番高木豊、2番加藤博一、3番屋鋪要の打順に並べてスポーツカートリオと命名したが、後にマスメディアがスーパーカートリオと報道したので、この名称が定着した。あるいは、当時野球解説者だった長嶋茂雄が言い間違えたのが定着した原因ともいわれている。一方で長嶋茂雄が「スポーツカートリオ」と命名し、近藤貞雄が「スーパーカートリオ」に変更したという高木豊の証言もある。
1985年シーズン前の春季キャンプ時にそれぞれ監督室に呼ばれ、近藤監督から「50個アウトになってもいいから、100個走れ」と言われた。横浜スタジアムは当時では最も広い本拠地球場であり、大洋は「足で勝つ」という意識が高く、実績が無くても走れる選手がどんどん一軍に上がってきた。加藤は、レオン・リーが調子を落としていた時に「3人が塁上でウロウロするから集中出来ない」と監督に言ったところ、「ウチは走るチームだから我慢しろ」と言われたという話を通訳の人を通して聞き、「この監督の下ならいくらでも走っていられる」と思ったという。
よく3人で何時間もビデオ室にこもり、それぞれが気付いた投手の牽制のクセなどを話し合っていたという。高木はミートと選球眼に長け、加藤は初球からは打ちにいかずに打席で粘った。屋鋪は当時の球界で一番足が速いと評価されていたが、チャンスメイクするよりもクリーンナップ向きの打者だった。
この年の3人の盗塁数は高木が42盗塁、加藤が48盗塁、屋鋪が58盗塁の合計148盗塁だった（チーム盗塁数は188で12球団トップ）。1チーム3人以上が40盗塁を同時に記録したのは日本プロ野球（NPB）史上でもこの一度だけである。また、3人揃ってセ・リーグ最多三塁打5を記録している。なお、高木は前年セ・リーグ盗塁王、屋鋪は翌1986年から3年連続セ・リーグ盗塁王のタイトルを獲得したが、加藤が大洋で規定打席に到達したのはこの1年だけである。1987年からは加藤の代わりに高橋雅裕を加えたニュースーパーカートリオが結成された。なお、加藤は1990年に引退した。
スーパーカートリオの活躍は当時連日のように報道され、多くの人々の関心を引いた。3人揃っての活躍は1年限りだったが、後の雑誌でも特集され、語り継がれている。
2006年7月16日の対広島戦のイベントとして復活し、打者・田代富雄、広島の川口和久と達川光男のバッテリーと1人1回限りの盗塁対決を行った。結果は高木が二盗死、加藤が牽制死、屋鋪が二盗成功となった。
加藤博一は2008年1月21日に肺がんのために56歳で逝去。同年4月12日の横浜対阪神戦の試合前に追悼式典が行われ、高木と屋鋪も出席した。高木は「ライバルであり、良き友だった」、屋鋪は「ライバル心があったからこそ盗塁数を伸ばせた」とそれぞれ語り、故人をしのんだ。
スーパーカートリオの他に「機動力野球」を持ち味としたNPB歴代の代表的なユニットとして2001年の阪神タイガースの赤星憲広、藤本敦士、沖原佳典ら俊足7選手で構成された「F1セブン」がある。

## 3選手の盗塁数
加藤が入団する1983年から引退する1990年までの3選手の盗塁数は以下の通りである（盗塁数の太字は最多盗塁）。
| 年度 | 高木豊 | 加藤博一 | 屋鋪要 | 合計 |
| ---- | ------ | -------- | ------ | ---- |
| 1983 | 27     | 8        | 16     | 51   |
| 1984 | 56     | 14       | 11     | 81   |
| 1985 | 42     | 48       | 58     | 148  |
| 1986 | 24     | 22       | 48     | 94   |
| 1987 | 21     | 7        | 48     | 76   |
| 1988 | 29     | 2        | 33     | 64   |
| 1989 | 32     | 3        | 11     | 46   |
| 1990 | 13     | 1        | 3      | 17   |

## 大衆文化への影響
コンピュータゲーム『実況パワフルプロ野球』シリーズではOB選手としてこの3人が登場しているが、いずれも特殊能力「スーパーカートリオ」を所持している。ただし、その効果は現役選手の「積極盗塁」（COM操作時に盗塁する確率が上がる）と同じものであり、盗塁のうまさを表した「盗塁」は屋鋪・加藤が「盗塁4」（盗塁がうまい）だが、高木のみ「盗塁3」（普通）であった。ただし、走塁のうまさ(要するに動きの無駄の無さからつながるベースランニングタイム)は3人とも「走塁4」(走塁がうまい)であり、走力(純粋な足の速さ)そのものも3人とも最高クラスをマークしている。
また、打った直後のスタートダッシュが早くなる内野安打○も3人とも所持している。